# トクマクの戦い
トクマクの戦い（トクマクのたたかい）はウクライナ軍とロシア連邦軍の間でザポリージャ州ポロヒ地区トクマク市を中心に行われた軍事交戦である。これらの軍事行動は2022年のロシアによるウクライナ侵攻により起きた。

## 2022年の戦い

### 事件
メディアの報道によると、2022年2月27日の夜から28日にウクライナ領内において破壊工作・偵察グループの一員で、以前にある軍倉庫からウクライナ軍の軍服を盗んだロシア軍の破壊工作員がウクライナ軍と戦闘状態に入った。
戦略通信・情報セキュリティセンターによると、その夜、ウクライナの軍服を着たロシアの破壊工作員とウクライナ軍との間で軍事戦闘が起きた。ロシア軍の防弾チョッキを着ていたので、ロシア人であることが確認された。

### 結果
ザポリージャ軍政局によると、交戦の結果、ロシアは多数の人員を失い、トクマクの南郊外に撤退した。3月7日、ザポリージャ州のウクライナ地域軍政局はロシア軍がこれまでに同州のベルジャンシク、エネルホダル、メリトポリ、ヴァシリウカ、トクマク、ポロヒの各都市を占領したと発表した。

## 2023年の戦い
2023年5月までに、ロシア軍は住民の多くを移動させて市街地を要塞化した。市街地を塹壕で囲み、市街地の北方には2本の塹壕群、対戦車の溝、竜の歯を配置するなど、三段階の防衛線が構築された。
この頃から、ウクライナ軍はトクマクを定期的に攻撃を加え始めた。同年7月11日には、ウクライナ空軍が市内のロシア軍基地を攻撃。ロシア軍兵士最大200人と、指揮官が死亡した。